# Фіндлі (Огайо)
Фіндлі (англ. Findlay) — місто (англ. city) в США, в окрузі Генкок штату Огайо. Населення — 40 313 особи (2020).

## Географія
Фіндлі розташоване за координатами 41°2′45″ пн. ш. 83°38′15″ зх. д. / 41.04583° пн. ш. 83.63750° зх. д. (41.045928, -83.637597).  За даними Бюро перепису населення США в 2010 році місто мало площу 49,87 км², з яких 49,56 км² — суходіл та 0,31 км² — водойми.

## Демографія
Згідно з переписом 2010 року, у місті мешкали 41 202 особи в 17 354 домогосподарствах у складі 10 329 родин. Густота населення становила 826 осіб/км².  Було 19318 помешкань (387/км²).
Расовий склад населення:
| - 91,2 % — білих - 2,5 % — азіатів - 2,2 % — чорних або афроамериканців - 0,3 % — корінних американців - 1,7 % — осіб інших рас |

До двох чи більше рас належало 2,1 %. Частка іспаномовних становила 5,7 % від усіх жителів.
За віковим діапазоном населення розподілялося таким чином: 22,2 % — особи молодші 18 років, 63,3 % — особи у віці 18—64 років, 14,5 % — особи у віці 65 років та старші. Медіана віку мешканця становила 35,9 року. На 100 осіб жіночої статі у місті припадало 90,7 чоловіків;  на 100 жінок у віці від 18 років та старших — 87,2 чоловіків також старших 18 років.
Середній дохід на одне домашнє господарство  становив 58 312 долари США (медіана — 45 134), а середній дохід на одну сім'ю — 72 725 доларів (медіана — 61 261). Медіана доходів становила 47 080 доларів для чоловіків та 34 583 долари для жінок. За межею бідності перебувало 19,2 % осіб, у тому числі 27,8 % дітей у віці до 18 років та 6,3 % осіб у віці 65 років та старших.
Цивільне працевлаштоване населення становило 20 137 осіб. Основні галузі зайнятості: виробництво — 25,0 %, освіта, охорона здоров'я та соціальна допомога — 20,8 %, роздрібна торгівля — 11,5 %, мистецтво, розваги та відпочинок — 11,2 %.